# Tipula (Sivatipula) alhena
Tipula (Sivatipula) alhena is een tweevleugelige uit de familie langpootmuggen (Tipulidae). De soort komt voor in het Oriëntaals gebied.